# Carrera 90 (estación)
La estación sencilla Carrera 90 hace parte del sistema de transporte masivo de Bogotá llamado TransMilenio, el cual fue inaugurado en el año 2000.

## Ubicación
La estación está ubicada en el noroccidente de la ciudad, más específicamente en la Avenida Medellín entre carreras 90 y 90A. Se accede a ella a través de un puente peatonal ubicado sobre la Carrera 90
Atiende la demanda de los barrios Santa Rosita, Primavera Norte y sus alrededores.
En las cercanías están la estación de servicio Biomax Primavera, el Centro Comercial Primavera, el Centro Educativo Distrital República de Cuba, Institución Educativa Distrital República de China y el Parque Florencia.

## Origen del nombre
La estación recibe su nombre de la vía por la que se da acceso a los vagones.

## Historia
En el año 2000 fue inaugurada la fase I del sistema TransMilenio, desde el Portal 80, hasta la estación Tercer Milenio, incluyendo la estación Carrera 90.

## Servicios de la estación

### Servicios troncales
| Tipo                                | Rutas al Norte | Rutas al Noroccidente | Rutas al Oriente | Rutas al Sur |
| ----------------------------------- | -------------- | --------------------- | ---------------- | ------------ |
| Ruta fácil                          |                | 6                     | 6                |              |
| Expresos todos los días todo el día | B10            | D10                   |                  |              |
| Expresos lunes a sábabo todo el día |                | D21 D24               | J24              | H21          |

### Esquema
| ← Occidente |         |            |
| 6D24        | D10D21  | Carrera 90 |
| Vagón 2     | Vagón 1 | Puente     |
| 6J24        | B10H21  | Carrera 90 |
| Oriente →   |         |            |

### Servicios urbanos
Así mismo funcionan las siguientes rutas urbanas del SITP en los costados externos a la estación, circulando por los carriles de tráfico mixto sobre la Calle 80, con posibilidad de trasbordo usando la tarjeta TuLlave:
| Código | Sector                | Dirección      | Rutas |
| ------ | --------------------- | -------------- | ----- |
| 410A04 | D Estación Carrera 90 | AC 80 - KR 90  | T21   |
| 426A04 | D Estación Carrera 90 | AC 80 - KR 89A | T21   |

## Ubicación geográfica
| Noroeste: Engativá | Norte: C Av. Suba - Tv. 91 | Nordeste: Suba       |
| Oeste: D Quirigua  |                            | Este: D Avenida Cali |
| Suroeste: Engativá | Sur: Engativá              | Sureste: Engativá    |